# La Palma (Quillota)
La Palma es una localidad rural ubicada en la comuna de Quillota, Región de Valparaíso, Chile. 

## Historia
Ubicada a 3 km de la Plaza de Armas de Quillota hacia el oriente, La Palma tiene su origen en la hacienda del mismo nombre, que era propiedad de la familia Cortés Madariaga, y luego de Dionisio Nordenflitch, quien la vendió a Enrique Cazzote, encargado de negocios de Francia en Chile, en 1835. De ahí la haciendo pasó a manos de Rafael Ariztía, quien mandó a construir la Iglesia del Cristo Crucificado en 1912.
En 1900 se creó la Escuela La Palma, que comenzó a funcionar en una construcción de fines del siglo xix, y que fue ampliada en los años 1950. En 1968 comenzó a funcionar en el sector la Escuela de Agronomía de la Pontificia Universidad Católica de Valparaíso, que ocupó una antigua casona legada por Rafael Ariztía, y en 1974 comenzó a funcionar la Estación Experimental La Palma de la misma casa de estudios.
En los años 1970 y 1980 en la entrada a La Palma desde Quillota se ubicaba El Silo, referente de la bohemia quillotana.